# Champ-sur-Barse
Champ-sur-Barse és un municipi francès situat al departament de l'Aube i a la regió del Gran Est. L'any 2007 tenia 34 habitants.

## Demografia

### Població
El 2007 la població de fet de Champ-sur-Barse era de 34 persones. Hi havia 12 famílies de les quals 4 eren parelles sense fills i 8 parelles amb fills.
La població ha evolucionat segons el següent gràfic:
Habitants censats

### Habitatges
El 2007 hi havia 14 habitatges, 11 eren l'habitatge principal de la família i 3 eren segones residències. 11 eren cases i 3 eren apartaments. Dels 11 habitatges principals, 10 estaven ocupats pels seus propietaris i 1 estava cedit a títol gratuït; 3 tenien quatre cambres i 8 en tenien cinc o més. 10 habitatges disposaven pel capbaix d'una plaça de pàrquing. A 1 habitatges hi havia un automòbil i a 8 n'hi havia dos o més.

### Piràmide de població
La piràmide de població per edats i sexe el 2009 era:
| Homes | Edats   | Dones |
| ----- | ------- | ----- |
| 0     | 95 o +  | 0     |
| 0     | 90 a 94 | 0     |
| 0     | 85 a 89 | 0     |
| 0     | 80 a 84 | 0     |
| 0     | 75 a 79 | 0     |
| 0     | 70 a 74 | 0     |
| 4     | 65 a 69 | 0     |
| 0     | 60 a 64 | 0     |
| 0     | 55 a 59 | 4     |
| 0     | 50 a 54 | 0     |
| 0     | 45 a 49 | 0     |
| 0     | 40 a 44 | 0     |
| 0     | 35 a 39 | 4     |
| 4     | 30 a 34 | 0     |
| 0     | 25 a 29 | 0     |
| 0     | 20 a 24 | 0     |
| 0     | 15 a 19 | 0     |
| 0     | 10 a 14 | 0     |
| 4     | 5 a 9   | 0     |
| 0     | 0 a 4   | 4     |

## Economia
El 2007 la població en edat de treballar era de 22 persones, 19 eren actives i 3 eren inactives. Les 19 persones actives estaven ocupades(10 homes i 9 dones).. Totes les 3 persones inactives estaven estudiant.
Activitats econòmiques
Dels 3 establiments que hi havia el 2007, 1 era d'una empresa de comerç i reparació d'automòbils, 1 d'una empresa de transport i 1 d'una empresa classificada com a «altres activitats de serveis».
L'únic servei als particulars que hi havia el 2009 era una perruqueria.
L'any 2000 a Champ-sur-Barse hi havia 4 explotacions agrícoles que ocupaven un total de 328 hectàrees.

## Poblacions més properes
El següent diagrama mostra les poblacions més properes.